# Astrakhanka
Astrakhanka ( russe : Астраханка) est un bourg de l’oblys d'Aqmola, au nord du Kazakhstan, et le chef-lieu du District d'Esil.

## Géographie
Ce gros village se trouve sur la rive droite de la rivière Ichim à 12 km de Jaltyr dans une région irriguée par des canaux. Sa population s'élevait à 6 313 habitants en 2009.

## Infrastructures
- Deux écoles primaires et secondaires
- Une école de musique
- Cinq jardins d'enfants
- Une école professionnelle et technique
- Un complexe culturel et sportif
- Une maison de la culture
- Une bibliothèque
- Trois établissements de santé

## Curiosités
- Musée historique
- Monument en mémoire des victimes de la Grande Guerre patriotique et de la guerre d'Afghanistan

## Culte
Le bourg dispose d'une église paroissiale catholique vouée à sainte Anne et qui dépend de l'archidiocèse d'Astana.